# 花のち晴れ〜花男 Next Season〜
『花のち晴れ〜花男 Next Season〜』（はなのちはれ はなだんネクストシーズン）は、神尾葉子による日本の漫画作品。『少年ジャンプ+』（集英社）2015年2月15日より2019年12月22日まで隔週日曜更新で連載された。略称は「花晴れ」。

## 概要
神尾の代表作『花より男子』（花男）の続編。F4卒業から10年後の英徳学園を舞台に、“庶民狩り”と称して学園に相応しくない資産状況の生徒を追放するコレクト5のリーダー神楽木晴と、元社長令嬢で現在は庶民の江戸川音を中心に物語が進むラブコメディー。
神尾は「花男」連載時に当時の編集長から「あなたは、このマンガを島にしなさい」、「別のところに遊びに行って、またこの島に帰って来なさい」と言われていた。一方で「もう「花男」は描かない」と決めた時期もあったという。「花男」終了後は脱力感をひきずり、『キャットストリート』連載中も「抜け殻」「干物」のようになっていた。そこから数か月休み、元気を取り戻した2014年7月ごろに『少年ジャンプ+』から連載オファーが来た。もうこれから何作もかけないだろうと思い、過去の作品で描き残したことをやろうと「花男」続編の連載が決定した。
媒体の関係でジャンプ的要素を強めた作風となっている。女性読者は「雰囲気で話を進めてもその下に潜んでいるものを汲み取ってくれる」が、男性読者は必ずしもそうではないとして、モノローグは「花男」より多めに入れている。F4卒業から2年後の設定にしたのは、あまり時が経ってない方がフレッシュな感じがするためと、「花男」で描き切れなかったことを描くためであるという。同一の世界観であるため「花男」のキャラクターも再登場する。
2018年4月期にTBS系においてテレビドラマ化。小説化もされている。
2018年5月には編集長・細野修平によって『終末のハーレム』・『カラダ探し』と並ぶ『少年ジャンプ+』のヒット作として挙げられた。副編集長の籾山悠太も本作品を『少年ジャンプ+』歴代ヒット作の一つに挙げている。
『少年ジャンプ+』における他誌連載作品の続編としては代表的な存在とされていた。

## あらすじ
伝説の4人組F4が卒業して2年。英徳学園高等部はF4によるいじめで多くの退学者を出したという悪評、ライバル校・桃乃園（もものぞの）学院の台頭により、入学希望者数の激減、財政難、一部校舎の閉鎖など凋落の一途を辿った。
そんな英徳に、C5（コレクトファイブ）なる5人組が誕生。寄付金・授業料の滞納者を強制退学させ、英徳の品位を正す（Correct）活動・「庶民狩り」を楽しんでいた。
C5のリーダー・神楽木晴（通称ハルト）は、中等科時代に道明寺司に助けられて以来、彼に心酔。体格を道明寺に近づけようと、筋肉を付け、胡散臭い通販商品を買い漁っていた。立場上そのようなものを買っているとは知られてはならないと、商品は執事に頼んで学園の生徒には無縁のコンビニで受け取らせていた。だがそのコンビニでは、英徳生徒で元社長令嬢の隠れ庶民・江戸川音がアルバイトをしていた。庶民であることを知られてしまった音は、強制退学を免れるため、ハルトの通販の趣味を盾に防御に出る。

## 登場人物

### 主要人物
江戸川 音（えどがわ おと）
本作品の主人公。英徳学園高等部の2年生→3年生。12月15日生。身長163cm。社長令嬢だったころはロングヘア（ドラマ版ではポニーテールで巻き髪）。サマースクール前後はセミロングほどの長さで、後にボブヘアーになる。
父親はエド・クオリティ化粧品を一代で築き上げたが、2年前に会社が倒産・蒸発した。現在は、裕福だった時の暮らしを忘れられない母親とアパートで暮らし、コンビニ『DOWSON』でアルバイトをして家計を支える。英徳卒業すれば許嫁の馳天馬との結婚することが決まっているため、仕方なく英徳に通う。
月に1度、先方から贈られる洋服やアクセサリーを身に着けて外出する。天馬を親同士が決めた婚約者としか思わず、義務感から会っていたため、彼から好意を伝えられ戸惑う。
夏休みに桃乃園学院と合同開催したサマースクール直後、愛莉が泣きながら自宅を訪れその後、入れ違いに海斗が現れて愛莉が天馬に告白してフラれたことを知らされ、彼女の気持ちに気付かなかったことでショックを受ける。その後、F4の西門総二郎（後述）と美作あきら（後述）の計らいで、美作邸に招かれる。そこへ現れた晴とついに両思いに。後日、天馬と彼の父親に対し、「好きな人ができた」と告げる。天馬の辛い表情を目の当たりにした愛莉から「音と天馬はまた付き合うべきだ」と言われてしまう。
晴とは当初は苗字で呼び合っていたが、付き合うようになって以降は「ハルト」「音」と互いに名前で呼ぶようになる。
神楽木 晴（かぐらぎ はると）
本作品のもう一人の主人公。神楽木グループの御曹司。英徳学園高等部の生徒。C5のリーダー。F4なき英徳学園の凋落を食い止めるため、C5の仲間たちと「庶民狩り」を計画した張本人。8月5日生。身長176cm→178cm。体重60kg。趣味はF4グッズ収集。パワーストーン集め。通販グッズを買うこと。
中等部1年生のころ、他校生からタカリに遭ったところを道明寺司に助けられてF4に心酔し、気が向くとF4の自宅を「聖地巡礼」と称して巡る。特に道明寺への執着は凄まじく、部屋には隠し撮りした道明寺の写真が飾られ、彼のような体格と喧嘩の強さも手に入れたいと願う。口が悪く、年上や初対面に対しても無礼な態度を取ることが多いが、尊敬するF4のメンバーに対しては敬語を用いる。道明寺が庶民である牧野つくしと婚約したことはいまだに納得していない様子だったが、後につくしと会ったことで考えを改める。
音に婚約者がおり、なおかつその相手がライバル校の馳天馬であることを知り、自分が音に恋をしていることに気付く。その一方、愛莉が自分に幼いころから想いを寄せていることも知ったが、彼女の気持ちに応えられない、と謝罪した上で音への想いを募らせる。音に恋していることを自覚してからは「庶民狩り」を止める。冬になり、天馬から益荒男祭での一対一の決闘を申し込まれた。その際、西門から弓道の手ほどきを受ける。夏休みに開催した、桃乃園学院と合同のサマースクール直後、父親が新たに後継者候補として養子に迎えた景・ウインザーと、後継者争いをすることになったが、これも父親から課された「テスト」であったと知り、驚く。美作の計らいで美作邸に招かれ、ついに音と両思いになる。
馳 天馬（はせ てんま）
音の幼馴染にして婚約者。IT企業「HASE LIVE」の御曹司。桃乃園学院の生徒会長。身長183cm→184cm、体重65kg。左目の下に泣き黒子がある。
かつてのF4を思わせる、学院内でも別格の金持ちの子息。容姿端麗かつ人柄も紳士で、正義感が強い性格。だがその反面、人を信じすぎる傾向がある。
音とは母親同士が親友。互いの子供同士が結婚することは亡き母の悲願で、音の英徳高等部卒業を条件に、現在の両親が母の遺言でもある婚約話を認めた。天馬は幼いころの音の溌剌とした性格に心から惹かれ、父親の会社が倒産し、英徳で偽装せざるを得ず元気を失った音に昔のように戻って欲しいと思う。
愛莉の謀略によって英徳学園退学を通告された音に婚約の撤回を志願されるが、いじめにあっていた音の前に現れ寄付金5000万円を肩代わりし、晴に宣戦布告する。晴の出現で、彼に対し敵対心を抱き、益荒男祭での一対一の決闘を申し込むがその過程で、近衛仁ら自身を信奉する一部生徒が「英徳狩り」をしていたことが発覚し、ショックで最終試合を放棄した。益荒男祭後に音を庇って腕の感覚が無くなる負傷をし、リハビリに励む。サマースクール直後、愛莉から告白されるが断る。その後、音からきっぱり「好きな人ができた」と告げられる。2学期を迎えてすぐ、アメリカの学校との姉妹校協定を進める最中。アメリカ留学を決意する。

### C5
5人全員が英徳学園高等部の生徒。彼らだけ着用を許されるブラックジャケットを身につける。「英徳学園に 庶民はいらない」をモットーに、寄付金を払えなかったり授業料を滞納したりしている生徒を退学に追い込む。
平 海斗（たいら かいと）
政治家一家の跡取り。C5の頭脳。4月23日生。身長184cm。
神経質な性格。長髪と眼鏡が特徴。
愛用タブレットには全英徳生のデータ（自作のアプリ）が入り、庶民狩り対象の生徒を選別、退学させるための姦計を巡らせる。
愛莉の本性を1番良く知っている。サマースクール直後、愛莉が天馬に告白して失恋したことを知らせる。天馬の辛い顔を見た愛莉から、音が「音と天馬はまた付き合うべき」と言われるが、海斗は愛莉に周りの気持ちを無視していると一喝、同時にお前は俺の気持ちも無視していると発言する。
真矢 愛莉（まや あいり）
不動産王の娘。C5の紅一点で3月14日生まれ、身長152cm。
可愛い顔立ちに反し、純粋に庶民狩りを楽しむサディスティックな性格。怪力で怒ると手がつけられない。髪形はウェーブのかかったツインテールヘア。
両親が年を取ってから出来た子供で、甘やかされて育った。お菓子の食べ過ぎで太っていた小学生のころ、遠足中で歩けなくなったところを晴に助けられ、それを機に痩せる決意をし、晴しか目に入らないようになった。
晴が執着する音が隠れ庶民であることを突き止め、不甲斐ない晴に代わり制裁する。しかし、その過激な行動が晴を怒らせ、そのショックから失踪。音と晴に助けられる。その際、晴から彼女の気持ちに気づけなかったこと、気持ちに応えられないことを謝られる。その後は音に協力的となる。メグリンのことは嫌う。
冬になり晴が天馬と京都の益荒男祭で勝負する際、会場へと向かう車内で音に対し「天馬の応援なんかしないで」と懇願。3年の夏休み前後、天馬に恋していると気付き、彼女との友情と彼への想いに悩む。天馬に告白するも、「俺はだめだから」とフラれてしまう。その後、天馬のつらい表情を目にしたことから音に対し「音と天馬はまた付き合うべき」と告げるが、海斗から「周りの気持ちを無視している」と一喝され、「海斗は恋したことがないくせに」と反発するが彼から自身に恋心を抱いていることを知らされる。
成宮 一茶（なるみや いっさ）
家は華道の家元。9月9日生。身長182cm。
西門に憧れ、彼と会った晴を羨ましがる。女好き。音から通販マニアであることを暴露されるのでは（ただし、事情を知る海斗を除くC5メンバーには「デパートである物を買ったのを見られた」と話す）と悩む晴に対し、「モノ（彼女）にしちゃえよ」と助言する。メグリンのファンでもあり、彼女に好意を持たれる晴に嫉妬する。
栄美 杉丸（えいび すぎまる）
スポーツメーカー「EIBI」の一人息子。11月17日生。身長185cm。
趣味は筋肉トレーニングで、鶏ささみ肉を毎日2kg食べる。トレーニングは毎日2時間。
体格が良く力も強いので、喧嘩などの物理的な暴力を担う。漢字には弱い（少子化を「しょうこ」と読む）。

### 江戸川家
江戸川 誠（えどがわ まこと）
音の父親。化粧品メーカー『エド・クオリティ化粧品』を一代で築き上げた。海斗いわく成金。
ここ2年で業績が悪化し、数億の負債を抱えて倒産、同時に消息を絶つ。第103話の終了直前のコマから再登場する。
江戸川 由紀恵（えどがわ ゆきえ）
音の母親。娘とアパートで2人暮らし。
裕福な暮らしが忘れられず、たまにデパ地下で高価な食料品を買い、家計を支える音を悩ませる。海外（パリ）暮らしの経験あり。
銀座で会った上流階級の夫人から、C5のことを知らされ「昔のように裕福だったら 音ちゃんもその中に入っていたかもしれないのに」と羨ましがる。

### 神楽木家
神楽木 巌（かぐらぎ いわお）
神楽木グループの社長。口癖は「完璧な息子しかいらない」。幼少期のころから息子の晴に「テスト」をさせる。
小林 孝蔵（こばやし こうぞう）
神楽木家の執事。巌の代わりに彼の世話を見て来た存在。
通販マニアであることを知られては困る晴に代わり、コンビニへ商品を受け取りに行く。
景・ウインザー
17歳。巌が新たに後継者候補として養子に迎えた長身の青年。13歳でハーバード大学に入学した天才。
幼いころは貧困生活を送ってきた。10年前のクリスマス、自分と正反対に裕福で幸せそうな神楽木家と晴の姿を見て憎しみを抱き、復讐を誓う。
巌が自身を養子に迎えたのは晴に対する「テスト」であったことと自身の企みを悟られていたことを知り、晴に対し「音に謝っておいて」と自身の負けを認めて身を引く。

### 馳家
馳 一馬（はせ かずま）
天馬の父で「HASE LIVE」社長。音の心配をしたりと良心的な人物。
馳 美代子（はせ みよこ）
故人。音の母親とは学校時代からの友人同士であり、将来音と天馬の婚約の遺言を残す。
馳 実玲（はせ みれい）
天馬の継母。
前妻の遺言である音と天馬の婚約を良く思わず、英徳卒業を条件に天馬との婚約を呑む。音と天馬がデートする際には人目を気にして特注の服を送る（音の母いわく「毎月20日前後」。そのため、天馬とのデートはいつも20日である）。
音を庇って天馬が負傷した際には音を責める。

### 『花男』からの登場人物
道明寺 司（どうみょうじ つかさ）
F4のリーダーで、道明寺財閥の跡取り息子。
中等部のころの絡まれていた晴を助け、英徳のことを頼む。
本作品ではアラブの石油企業と業務提携を結んでいる（雑誌の記事にて。花男では「うち（道明寺財閥）は唯一 石油がないんだよ」と明かしていた）。
物語終盤では随行員をしており、世界中を飛び回る生活をしている。つくしがアメリカから日本に来た際、類からそのことを知らされて仕事の合間を縫って帰国。つくしが乗っている飛行機が離陸直前に彼と再会する。
花沢 類（はなざわ るい）
F4のメンバー。マイペースな性格は相変わらず、現在もお気に入りだった英徳の非常階段に時々訪れる。
西門 総二郎（にしかど そうじろう）
F4のメンバー。茶道（表千家）の家元。
晴と偶然出会い、彼に弓道のアドバイスをした。一対一の対決で「英徳狩り」の顛末を知り、勝負を放棄した天馬の心情を慮る晴に対し、「お前がそんな顔したら 相手に失礼だろうが」と窘めた。
美作 あきら（みまさか あきら）
F4のメンバー。総合商社の跡取り息子。
西門から車内で晴が道明寺に憧れて、英徳にかつての栄光を取り戻すべく励んでいることを告げる。
タマ
道明寺家の使用人。現在も使用人として働く。
初めて道明寺家を訪れた晴と音のやりとりを見て、「誰かと誰か（かつての司とつくし）に似ているね」と言う。
牧野 つくし（まきの つくし）
前作の主人公。司とは婚約中であり、現在は大学に通いながら、アメリカのロサンゼルスの椿の家で花嫁修業(従来型では無く、彼女曰く「5か国語修得 社交ダンス 国際問題の勉強 経済学 経営学 なんも面白くないことを毎日15時間以上」)をしている。
ある出来事からアメリカに来ていた音と晴と知り合うことになる。また、音たちが日本に戻る際に無断で同じ飛行機に乗り込み日本に帰国するが、自身がアドバイスをした音や晴の姿を見てアメリカに戻る決心をした。その後、アメリカに帰国する飛行機が離陸する直前に司と再会する。
道明寺 椿（どうみょうじ つばき）
司の姉。現在はロサンゼルスに住んでいる。天馬とは天馬がアメリカに来た際に知り合った。時々天馬や司は椿の元を訪れているらしい。
つくしの花嫁修行の場所として自宅を提供している。
晴が司のアルバムを見て興奮している様を見て気味悪がっていた。

### その他
近衛 仁（このえ ひとし）
桃乃園学院の生徒。
過去に天馬によっていじめから助けられて彼に酔心。彼の婚約者であるにもかかわらず晴と交流する音が気に入らない。
「英徳狩り」を計画した張本人。晴と天馬の勝負中、「英徳狩り」をしていたことが露呈し、天馬に激怒される。その後、負傷した天馬の見舞いに訪れ謝罪。英徳に謝るよう諭される。
紺野 亜里沙（こんの ありさ）
音のバイト先のコンビニの先輩バイト。
ノリの軽い性格。音を「音っち」、晴を「ハルチン」と呼び、何かと2人を気遣う。ミータンというニックネームの彼氏がいる。
西留 めぐみ（にしどめ めぐみ）
ホテル経営者の娘。大人気のカリスマモデル。愛称は「メグリン」。
風呂場で晴と偶然初対面。晴が好きなソーシャルゲームのキャラが似ていたことから興味を持ち、後に彼のことを好きになる。手作り弁当を届けるなど猛アタックするが、かなりの料理ベタ。その後、晴から「本物しか欲しくない」と告げられ、フラレる。後に最終話で、役者に転身している描写が在る。
小松原 拓（こまつばら たく）
英徳学園高等部3年生。
第1話冒頭、「庶民狩り」の対象となる。半年前、父親が経営する会社が経営難に陥り経営再建中。そのため、寄付金が支払えなくなり英徳退学を通告される。
今林（いまばやし）
第5話冒頭で「庶民狩り」の対象となる。
入学当初から2年間寄付金を支払っておらず、授業料10ヶ月滞納して英徳退学を通告される。
前野（まえの）
音のアルバイト先の先輩。
帰宅中の音を襲って晴に撃退される。その後、音に近づかない誓約書（拇印付き）を書かされ、バイトをやめる。

## 書誌情報
全て集英社発行

### 漫画
- 神尾葉子『花のち晴れ 〜花男 Next Season〜』 〈ジャンプコミックス+〉、全15巻
  1. 2015年7月3日発売[集 1]、ISBN 978-4-08-880402-6
  2. 2015年11月4日発売[集 2]、ISBN 978-4-08-880546-7
  3. 2016年3月4日発売[集 3]、ISBN 978-4-08-880640-2
  4. 2016年7月4日発売[集 4]、ISBN 978-4-08-880735-5
  5. 2016年12月2日発売[集 5]、ISBN 978-4-08-880839-0
  6. 2017年4月4日発売[集 6]、ISBN 978-4-08-881062-1
  7. 2017年8月4日発売[集 7]、ISBN 978-4-08-881146-8
  8. 2018年1月4日発売[集 8]、ISBN 978-4-08-881332-5
  9. 2018年4月4日発売[集 9]、ISBN 978-4-08-881422-3
  10. 2018年8月3日発売[集 10]、ISBN 978-4-08-881544-2
  11. 2018年12月4日発売[集 11]、ISBN 978-4-08-881651-7
  12. 2019年4月4日発売[集 12]、ISBN 978-4-08-881804-7
  13. 2019年7月4日発売[集 13]、ISBN 978-4-08-882007-1
  14. 2019年11月1日発売[集 14]、ISBN 978-4-08-882095-8
  15. 2020年3月4日発売[集 15]、ISBN 978-4-08-882216-7

### 小説
- 原作・絵：神尾葉子、著：松田朱夏『花のち晴れ 〜花男 Next Season〜 ノベライズ』 集英社みらい文庫、全1巻
  - 2018年5月11日発売[集 16]、ISBN 978-4-08-321435-6

### ノベライズ
松田朱夏により集英社みらい文庫から刊行。全1巻。テレビドラマの放送と発売の時期が重なるが、ドラマのノベライズではなく漫画を原作としている。

## テレビドラマ
2018年4月17日から6月26日までTBSテレビ系「火曜ドラマ」枠で放送された。主演は連続ドラマ初主演の杉咲花。
本作品より「火曜ドラマ」をはじめとするTBS系列の月 - 木曜日22時開始番組の終了時刻は従前の22時54分から23時7分に繰り下げられ、67分枠での放送となる。
TBSテレビで放送されたドラマ『花より男子』の続編として製作。舞台や英徳学園の制服はドラマ版『花男』と同一で、『花男』出演者数名が同作と同じ役柄でゲスト出演する。
主演の杉咲は、本作品の役作りのため、トレードマークだったロングヘアを30センチほどカットした。また、原作漫画で描かれている音の表情を忠実に再現するため、漫画をコピーした紙をコマごとに切り取り、シーンに応じて台本に貼っていたとのこと（杉咲曰く「参考資料」）。

### キャスト

#### 主要人物
- 江戸川音 - 杉咲花（幼少期：岩崎未来）
- 神楽木晴 - 平野紫耀（King & Prince）（幼少期：翔[10]）
- 馳天馬 - 中川大志（幼少期：大熊理樹）

#### 英徳学園の生徒
- 平海斗 - 濱田龍臣（幼少期：南出凌嘉）
- 西留めぐみ - 飯豊まりえ
- 真矢愛莉 - 今田美桜（幼少期：西勝心乃/ 松田花）
- 成宮一茶 - 鈴木仁（幼少期：長﨑大晟）
- 栄美杉丸 - 中田圭祐（幼少期：長野凌大）

#### 江戸川家
- 江戸川誠 - 反町隆史
- 江戸川由紀恵 - 菊池桃子

#### 神楽木家
- 神楽木巌 - 滝藤賢一
- 神楽木律子 - 霧島れいか
- 小林孝蔵 - 志賀廣太郎

#### 馳家
- 馳一馬 - テット・ワダ
- 馳美代子 - 堀内敬子
- 馳利恵 - 高岡早紀

#### 『花より男子』シリーズからの登場人物
- 道明寺司 - 松本潤[注 6]
- 花沢類 - 小栗旬
- 西門総二郎 - 松田翔太
- メイド頭・タマ - 佐々木すみ江
- 秘書・西田 - デビット伊東

#### その他
- 紺野亜里沙 - 木南晴夏
- 近衛仁 - 嘉島陸
- 神田麻美 - 牧内莉亜
- 服部京子 - 喜多乃愛
- 小松原拓 - 宮近海斗（ジャニーズJr.）
- 前野 - 戸塚純貴
- ミータン - 浜野謙太[11]
- 森口健太 - 吉村界人
- メグリンの父 - 藤本隆宏
- 青山透 - 桜田通
- 花道明男 - 喜矢武豊 (ゴールデンボンバー)
- もんじゃ焼き屋 - 古藤真彦

### スタッフ
- 原作 - 神尾葉子『花のち晴れ〜花男 Next Season〜』（集英社ジャンプコミックス刊）
- 脚本 - 吉田恵里香
- 音楽 - 大間々昂、平野義久、鈴木真人、羽深由理
- 主題歌 - King & Prince「シンデレラガール」（Johnnys' Universe）[12]
- イメージソング - 宇多田ヒカル「初恋」（エピックレコードジャパン）[13]
- イラスト - ふるやゆうみ[14]
- プロデュース - 瀬戸口克陽
- 協力プロデュース - 齊藤彩奈
- 演出 - 石井康晴、坪井敏雄、岡本伸吾、松木彩
- 製作著作 - TBS

### 放送日程
| 各話                                                                        | 放送日  | サブタイトル                                       | 演出     | 視聴率 |
| --------------------------------------------------------------------------- | ------- | -------------------------------------------------- | -------- | ------ |
| 第1話                                                                       | 4月17日 | 花男新章開幕!                                      | 石井康晴 | 7.4%   |
| 第2話                                                                       | 4月24日 | ライバル校に潜入!?激突!!ヘタレ男子vs.運命の婚約者  | 石井康晴 | 7.9%   |
| 第3話                                                                       | 5月01日 | 庶民バレ絶体絶命!救世主はヘタレ男!?婚約者!?        | 石井康晴 | 9.6%   |
| 第4話                                                                       | 5月08日 | ドS小悪魔の逆襲､涙の別れ…新ライバル登場!           | 坪井敏雄 | 9.0%   |
| 第5話                                                                       | 5月15日 | 恋敵現る!四角関係スタート!?人生初の愛の告白!?      | 岡本伸吾 | 8.7%   |
| 第6話                                                                       | 5月22日 | 運命のWデート!!涙の告白､そして初めてのキス!        | 石井康晴 | 8.3%   |
| 第7話                                                                       | 5月29日 | 道明寺邸再び!バイバイ､ヘタレ男子…運命が動き出す    | 松木彩   | 7.5%   |
| 第8話                                                                       | 6月05日 | 愛と友情の誕生パーティー!婚約を賭けた食事会        | 岡本伸吾 | 9.6%   |
| 第9話                                                                       | 6月12日 | 運命の恋と奇跡の恋、本当に好きな人は!?             | 石井康晴 | 8.6%   |
| 第10話                                                                      | 6月19日 | 愛とプライドを賭けた最終決戦！勝つのは…            | 坪井敏雄 | 5.2%   |
| 最終話                                                                      | 6月26日 | 最強ラブコメついに完結！自分らしくいられる好きな人 | 石井康晴 | 9.5%   |
| 平均視聴率 8.3%（視聴率はビデオリサーチ調べ、関東地区・世帯・リアルタイム） |         |                                                    |          |        |

### 映像ソフト化
ドラマ全話および特典映像が収録された『花のち晴れ～花男Next Season～』DVD-BOX（6枚組）およびBlu-ray BOX（4枚組）が2018年10月26日に発売された。
2018年11月1日発表のオリコン週間ランキングで、DVD 0.9万枚、BD 0.7万枚を売り上げ、ドラマDVD部門 1位（DVD総合 3位）、ドラマBD部門 1位（BD総合 7位）を獲得した。

### 映像配信
2018年4月よりサービスを開始した「Paravi」での見逃し配信は定額制見放題ではなくレンタル視聴（都度課金）であった。その後、平野主演の映画『かぐや様は告らせたい〜天才たちの恋愛頭脳戦〜』（製作委員会にはTBSテレビも参加）の公開にあわせて、2019年8月14日よりParaviでの定額制見放題配信を開始（2020年7月31日まで）。2020年3月6日から3月31日の期間に、新型コロナウィルスの感染拡大防止に伴う小中高の休校要請を受けて自宅で過ごすことになった学生に向けの無料公開対象として、無料公開が実施された。『かぐや様は告らせたい』2作目実写映画の公開にあわせて、2021年7月29日から10月31日までParaviにて再配信。
| 配信元              | 配信形態     | 配信期間                      | 備考                 |
| ------------------- | ------------ | ----------------------------- | -------------------- |
| TVer TBS FREE GYAO! | 無料配信     | 放送終了後 - 7日間            | 最新回限定で無料配信 |
| TVer TBS FREE GYAO! | 無料配信     | 2021年7月29日 - 8月31日まで   | [ 22 ]               |
| Paravi              | レンタル作品 | 放送終了後 -                  | [ 19 ]               |
| Paravi              | 定額制見放題 | 2019年8月14日 - 2020年7月31日 | [ 17 ]               |
| Paravi              | 定額制見放題 | 2021年7月29日 - 10月31日      | [ 21 ]               |
| Paravi              | 無料配信     | 2020年3月6日 - 3月31日        | [ 20 ]               |

| TBS系列 火曜ドラマ                                                                                     | TBS系列 火曜ドラマ                                                                              | TBS系列 火曜ドラマ                                            |
| 前番組                                                                                                 | 番組名                                                                                          | 次番組                                                        |
| --- | ----------------------------------------------------------------------------------------------- | ------------------------------------------------------------- |
| きみが心に棲みついた （2018年1月16日 - 3月20日） 【この作品まで22:54終了】                             | 花のち晴れ〜花男 Next Season〜 （2018年4月17日 - 6月26日） 【この作品から23:07終了】            | 義母と娘のブルース （2018年7月10日 - 9月18日）                |
| TBS系列 火曜日22:00 - 22:54枠                                                                          |                                                                                                 |                                                               |
| きみが心に棲みついた （2018年1月16日 - 3月20日）                                                       | 花のち晴れ〜花男 Next Season〜 （2018年4月17日 - 6月26日）                                      | 義母と娘のブルース ※22:00 - 23:07                             |
| TBS 火曜日22:54 - 23:00枠                                                                              |                                                                                                 |                                                               |
| 勇気のシルシ 〜パラアスリートの挑戦〜 【23:07 - 23:10に繰り下げ・短縮】 【ここまでローカルセールス枠】 | 花のち晴れ〜花男 Next Season〜 （2018年4月17日 - 6月26日） 【当番組よりネットワークセールス枠】 | 義母と娘のブルース ※22:00 - 23:07                             |
| TBS系列 火曜日23:00 - 23:07枠                                                                          |                                                                                                 |                                                               |
| NEWS23 ※23:00 - 23:56 【10分繰り下げ・短縮して継続】                                                   | 花のち晴れ〜花男 Next Season〜 （2018年4月17日 - 6月26日）                                      | 義母と娘のブルース ※22:00 - 23:07 （2018年7月10日 - 9月18日） |